# Elasmus marylandicus
Elasmus marylandicus är en stekelart som beskrevs av Girault 1915. Elasmus marylandicus ingår i släktet Elasmus och familjen finglanssteklar. Inga underarter finns listade i Catalogue of Life.